# Лаудер, Эсте
Э́сте Ла́удер (Estée Lauder, урождённая Жозефин Эстер Ментцер (англ. Josephine Esther Mentzer; 1 июля 1908, Нью-Йорк — 24 апреля 2004,  там же) — американская предпринимательница, основательница и первый председатель совета директоров корпорации Estée Lauder.

## Биография
Жозефина Эстер Ментцер родилась 1 июля 1908 года в небогатом нью-йоркском боро Куинс. Эсте была младшей из восьми детей в семье иммигрантов. Её мать, Роуз Шотц Розенталь, была венгерской еврейкой, а отец – Макс Ментцер, еврей родом из местечка, ныне расположенного в Словакии.
Когда Эсте исполнилось 6 лет, в их доме поселился дядя Джон Скотц, дерматолог, благодаря которому Эсте создала 4 формулы кремов для кожи, которые до сих пор не сняты с производства.
Своего будущего мужа Джозефа Лаудера Эсте встретила в штате Висконсин, когда находилась там на отдыхе. 3 февраля 1946 года супруги открыли свой первый магазин в Нью-Йорке. Перестроив здание бывшего ресторана в небольшую фабрику, по ночам Эсте с мужем производили кремы, а днём продавали их. Именно тогда и было положено начало корпорации косметики и парфюмерии Estée Lauder. Эсте Лаудер установила в качестве «визитной карточки» своей компании синий цвет, получивший впоследствии её имя, так как сочла его не только красивым, но и универсально подходящим к большинству ванных и спален, которые она неустанно обследовала с этой целью во всех без исключения домах, которые посещала.
Эсте Лаудер умерла 24 апреля 2004 года в возрасте 95 лет от остановки сердца в своих апартаментах на Манхэттене.